# Veznici
Veznici su nepromjenjiva vrsta riječi, jezični pomoćni element (najčešće jedna ili dvije riječi). Služi međusobnom povezivanju pojedinih riječi, skupina riječi i rečenica.
Službu veznika mogu imati i prilozi: gdje, kuda, kamo, odakle, kada, otkad, otkako, kako, dokle, pošto, samo, dakle, već...

## Veznici nezavisno složenih rečenica
- sastavne rečenice

i, pa, te, ni, niti
- rastavne rečenice

ili, ili-ili
- isključne rečenice

samo, samo što, jedino, jedino što, tek, tek što 
- zaključne rečenice

dakle(m), zato, stoga
- suprotne rečenice

a, ali, nego, no (nu), već

## Veznici zavisno složenih rečenica
- predikatne rečenice

odnosne zamjenice, da
- subjektne rečenice

odnosne zamjenice, da, te, kako...
- objektne rečenice

mjesni, vremenski, načinski i uzročni prilozi, da, prilog neka
- priložne rečenice

- mjesne rečenice

mjesni prilozi gdje, kamo, kuda, otkud, odakle, dokud, dokle
- vremenske rečenice

vremenski prilozi kad, otkad, otkako, dokad, pošto, veznik dok, zamjenica čim, skupovi riječi prije nego, tek što, istom što, istom pošto...
- uzročne rečenice

jer, prilozi kako, kad, odnosna zamjenica što, skupovi riječi budući da, zato što, zbog toga što, s obzirom na to što, bez obzira na to što, tim više što
- namjerne rečenice

da, kako, neka, ne li, samo da
- pogodbene rečenice

ako, da, prilozi kad, ako, čestica li, skupovi riječi samo ako, samo da, samo kad
- načinske rečenice

kako, kao što, kao da, što, koliko, koliko god
- posljedične rečenice

da, te
- dopusne rečenice

iako, makar, premda, iako, skupovi riječi ako i, ma kako, ma koliko, koliko god, uza sve to što, pored toga što
- atributne rečenice

da, prilog neka, odnosne zamjenice, mjesni i vremenski prilozi

## Vezničkipleonazmi
Pogrešno je koristiti dva veznika koja imaju jednako značenje, primjerice:
- Međutim, ipak je odlučio doći.
- Ona nije dobra, čak štoviše može se reći i zla.
- Došao je zato jer smo mu to rekli.

Veznici no i međutim imaju isto značenje, samo se stilski razlikuje njihova uporaba.

Veznici čak i štoviše također imaju jednako značenje te je zalihosno navoditi ih oboje.

Veznici zato što i jer imaju isto značenje, nepravilno je stvarati nov i suvišan skup riječi.

## Zarezi ispred veznika
Zarezi se uvijek mogu pisati radi isticanja, no to je češće u književnoumjetničkom diskurzu. U pravilu kod sastavnih i rastavnih rečenica ne dolaze zarezi, ali ako se nešto želi istaknuti ili se pak nabraja, zarezi su poželjni.
Kod suprotnih rečenica zarez ne mora uvijek doći. Naime, drugi dio rečenice može i ne mora biti prava suprotnost. Zarez se ne stavlja kod:
- svojevrsnim opisima i atributima

sitan ali dinamitan, velik a plašljiv
- kad nakon veznika nego slijedi komparativni izraz

bolje vrabac u ruci nego golub na grani, bolje ikad nego nikad
- u vezničkom paru ne samo/nego

Ne samo da je potrošio sav novac nego se još i zadužio!

## Veznički parovi
Veznici koji dolaze u paru nazivaju se veznički parovi. Primjeri su:
- ako - utoliko

Ako mnogo radiš, utoliko ćeš i mnogo naučiti.
Pogrešno je veznik ako koristiti umjesto ako (Ako ne dođeš, nema kolača!)
- ne samo - nego i

Ne samo da je potrošio sav novac nego se još i zadužio!
- ni - niti

On nije ni dobar niti loš.
Veznik niti ne može sam stajati kao jedina negacija u rečenici.